# Oleg Lïtvïnenko
Oleg Fyodorovïç Lïtvïnenko (in kazako Олег Фёдорович Литвиненко?; Taraz, 22 novembre 1973 – Taraz, 19 novembre 2007) è stato un calciatore kazako, di ruolo attaccante.